# Корбетт і Кортні перед Кінетографом
"Корбетт і Кортні перед Кінетографом" (англ. Corbett and Courtney Before the Kinetograph) — німий короткометражний фільм невідомого режисера. Дата прем'єри невідома. Фільм зберігся не повністю.
У фільмі показано бій між Джеймсом Корбеттом і Пітером Кортні. Зйомки проводився 7 вересня 1894 року в Вест-Орандж. Авторське право належало Вільяму Діксону. Фільм складався з 6 частин. До наших днів збереглася тільки одна.